# Хайнрих I Ройс-Шлайц
Хайнрих I Ройс-Шлайц (на немски: Heinrich I Reuß zu Schleiz; * 10 март 1695, Льома при Шлайц; † 6 декември 1744, Льома при Шлайц) е граф и господар на Ройс-Шлайц-Плауен (1726 – 1744) в Тюрингия.

## Произход
Той е единствен син на граф Хайнрих XI Ройс-Шлайц (1669 – 1726), господар на Дитерсдорф, Парен, Киршкау, и първата му съпруга графиня Йохана Доротея фон Татенбах-Гайлсдорф (1673 – 1714), дъщеря на граф Зигизмунд Рихард фон Татенбах-Гайлсдорф (1621 – 1693) и фрайин Елеонора Сузана Прьозинг фон Щайн (1631 – 1692). Баща му се жени 1715 г. втори път за графиня Августа Доротея фон Хоенлое-Лангенбург (1678 – 1740). Полубрат е на граф Хайнрих XII (1716 – 1784), който го наследява като граф (1744 – 1784).
Хайнрих I Ройс-Шлайц умира по неизвестни причини на 6 декември 1744 г. в Льома при Шлайц на 49 години и е погребан в Шлайц.

## Фамилия
Хайнрих I Ройс-Шлайц се жени на 7 март 1721 г. в Гайлдорф, Щутгарт, за графиня Юлиана Доротея Луиза фон Льовенщайн-Вертхайм-Вирнебург (* 8 юли 1694, Вертхайм; † 15 февруари 1734, Шлайц), дъщеря на граф Евхариус Казимир фон Льовенщайн-Вертхайм-Вирнебург (1668 – 1698) и графиня Юлиана Доротея Луиза фон Лимпург-Гайлсдорф (1677 – 1734). Те имат децата:
- Хайнрих XXII Ройс цу Шлайц (* 11 юни 1722, Шлайц: † 10 февруари 1723, Шлайц)
- Емилия Доротея Хенриета Ройс цу Шлайц (* 20 август 1723, Шлайц; † 20 юни 1724, Шлайц)
- Луиза Ройс цу Шлайц (* 3 юли 1726, Щафелщайн; † 28 май 1773, Рода), омъжена I. на 27 май 1743 г. в Шлайц за принц Кристиан Вилхелм фон Саксония-Гота-Алтенбург (* 28 май 1706, Гота; † 19 юли 1748, Рода), II. на 6 януари 1752 г. в Рода за неговия по-голям брат имперския генерал-фелдмаршал принц Йохан Август фон Саксония-Гота-Алтенбург (* 17 февруари 1704, Гота; † 8 май 1767, Рода)